# ダブルムーン伝説RPG
『ダブルムーン伝説RPG』（ダブルムーンでんせつRPG）は、角川書店から発行されていた『マル勝スーパーファミコン』誌に連載されていた読者参加企画「ダブルムーン伝説」をテーブルトークRPG化したものである。ジャンルは異世界ファンタジーである。大貫昌幸によってデザインされ1991年7月5日、角川書店から出版された。
判型はB5判書籍であった。

## キャラクター
このゲームはいわゆるクラス制である。
基本クラスとして、戦士、魔術師、司祭、魔法戦士、聖戦士。
オプションクラスとして、騎士、剣士、武術師、盗賊、吟遊詩人、神霊術師、治癒術師が用意されている。

## 魔法
このゲームにおいてはすべてのクラスが制約なしに用意されたリストの魔法が使うことができる。
魔術師、魔法戦士、吟遊詩人はルーン・マジック。
司祭、聖戦士はホワイトマジックを使うことができるが、戦士、魔法戦士、聖戦士、剣士、騎士もファイターマジックが使える。

## システム
行為判定システムは基本的には20面体サイコロ1個を使って能力値以下を出せば成功といういわゆる下方判定ロールである。
戦闘判定システムは基本的には20面体サイコロ1個+命中率修正が目標の回避率上回っていれば成功といういわゆる上方判定ロールである。

## ルールブック
- 『ダブルムーン伝説TRPGシステムブック』

## サプリメント
- 『ダブルムーン伝説TRPGサプリメントブック』
背景世界「ラ・モンド」についてフォローされている。

この他にもサプリメントを出してルールを補完させる予定だったが、大貫の急逝により白紙となった。